# Charlie Colombo
Pour les articles homonymes, voir Colombo (homonymie).
Charles Martin Colombo (né le 20 juillet 1920 à Saint-Louis dans le Missouri et mort le 7 mai 1986 dans la même ville) est un ancien joueur, et entraîneur de football américain.

## Biographie
Il est né et a grandi à The Hill, un quartier de Saint-Louis.

### Club
Colombo a joué sa carrière professionnelle aux St. Louis Simpkins-Ford, et remporte l'US Open Cup en 1948 et 1950. Il était surnommé « Gloves » car il portait toujours des gants lorsqu'il jouait.

### International
Colombo joua dans l'équipe des États-Unis de 1948 à 1952, et participa à la victoire américaine 1-0 sur l'Angleterre lors de la coupe du monde 1950 au Brésil.
Le jour d'après la victoire américaine, Colombo se voit offrir une occasion de jouer une carrière professionnelle au Brésil, qu'il décline pour rester à St. Louis. 
Il devient plus tard l'entraîneur des St. Louis Ambrose.

### Hommage
Il a été intronisé, en 1976, aux États-Unis dans le National Soccer Hall of Fame, avec les autres membres de l'équipe de la Coupe du Monde de 1950.
En 2005 un film réalisé par David Anspaugh, Le Match de leur vie (The Game of Their Lives) retrace l'aventure de ce match historique. Charlie Colombo y est joué par l'acteur australien Costas Mandylor.